# 314 Dywizja Strzelecka (ZSRR)
314 Dywizja Strzelecka (ros. 314-я стрелковая дивизия) – związek taktyczny (dywizja) Armii Czerwonej.
Sformowana w 1941 roku, w związku z niemiecką agresją na ZSRR. Broniła Leningradu. W 1945 roku razem z 80 Dywizją Strzelecką i 13 Dywizją Strzelecką wchodziła w skład 43 Korpusu Strzeleckiego. W czasie walk na ziemiach polskich 314 DS dowodził gen. płk Piotr Jefimienko. Dywizja uczestniczyła m.in. w ofensywie Armii Czerwonej rozpoczętej 12 stycznia 1945 roku, biorąc udział w przełamaniu niemieckich fortyfikacji Stellung a2. Jej szlak bojowy prowadził przez: Kingisepp, Miechów, Sosnowiec, Głubczyce, Kłodzko, Náchod, Hradec Králové i Pardubice. W styczniu 1945 roku w czasie walk na linii Stellung a2 poległo wielu żołnierzy 314 DS. Dwudziestu trzech z nich zostało pochowanych w Podmiejskiej Woli.